# Raptrix
Raptrix es un género de mantis de la familia Acanthopidae. Este género de mantis del orden Mantodea  tiene 9 especies reconocidas.

## Especies
- Raptrix elegans (Saussure, 1869)
- Raptrix perspicua (Fabricius, 1787)
- Raptrix fusca  (Olivier, 1792)
- Raptrix fuscata (Stoll, 1813)
- Raptrix intermedia (Lombardo & Marletta, 2004)
- Raptrix multistriata (Serville, 1839)
- Raptrix occidentalis  (Lombardo & Marletta, 2004)
- Raptrix truncata (Fabricius, 1793)
- Raptrix westwoodi (Saussure & Zehntner)